# Легка атлетика на Літній універсіаді 2013 — біг на 3000 метрів з перешкодами (жінки)
Змагання з бігу на 3000 метрів з перешкодами серед жінок на Літній універсіаді 2013 у Казані пройшли 10 липня на стадіоні «Центральний».

## Фінал
| Місце | Спортсменка         | Країна    | Час      | Примітки |
| ----- | ------------------- | --------- | -------- | -------- |
| 1     | Шантелль Грьоневуд  | Канада    | 9:51.17  | PB       |
| 2     | Джессіка Фурлан     | Канада    | 9:51.23  | PB       |
| 3     | Сандра Ерікссон     | Фінляндія | 9:55.11  |          |
| 4     | Мішелль Фінн        | Ірландія  | 10:03.28 |          |
| 5     | Вайда Зюсінайте     | Литва     | 10:04.37 | SB       |
| 6     | Ева Крхова          | Чехія     | 10:17.96 |          |
| 7     | Сімоне Глад         | Данія     | 10:30.68 |          |
| 08    | Юлія Зарипова       | Росія     | DQ       |          |
| 09    | Гюльджан Мінгір     | Туреччина | DQ       |          |
| 10    | Світлана Шмідт      | Україна   | DQ       |          |
| 11    | Наталія Арістархова | Росія     | DNS      |          |